# Epopostruma frosti
Epopostruma frosti is een mierensoort uit de onderfamilie van de Myrmicinae. De wetenschappelijke naam van de soort is voor het eerst geldig gepubliceerd in 1948 door Brown.